# L-askorbatna peroksidaza
L-askorbatna peroksidaza (EC 1.11.1.11) je enzim koji katalizuje sledeću hemijsku reakciju
Supstrati ovog enzima su -askorbat i , dok su produkti dehidroaskorbat i .
Ovaj enzim pripada familiji oksidoreduktaza, specifično onih koje deluju na peroksid kao akceptor (peroksidaze). Sistemsko ime ove enzimske klase je L-askorbat:vodonik-peroksid oksidoreduktaza. Druga imena u čestoj upotrebi su peroksidaza L-askorbinske kiseline, askorbatna peroksidaza, i peroksidaza askorbinske kiseline.  Ovaj enzim učestvuje u metabolizmu askorbata i aldarata.

## Strukturne studije
Struktura ove klase enzima je rešena 2007. Strukture su dostupne pod PDB kodovima 1APX, 1IYN, 1OAF, 1OAG, 1V0H, 2CL4, 2GGN, 2GHC, 2GHD, 2GHE, 2GHH, i 2GHK.

## Literatura
- Shigeoka S, Nakano Y, Kitaoka S (1980). „Purification and some properties of L-ascorbic-acid-specific peroxidase in Euglena gracilis Z”. Arch. Biochem. Biophys. 201 (1): 121–7. PMID 6772104. doi:10.1016/0003-9861(80)90495-6.
- Shigeoka S, Nakano Y, Kitaoka S (1980). „Metabolism of hydrogen peroxide in Euglena gracilis Z by L-ascorbic acid peroxidase”. Biochem. J. 186 (1): 377–80. PMC 1161541 . PMID 6768357.
- Nicholas C. Price; Lewis Stevens (1999). Fundamentals of Enzymology: The Cell and Molecular Biology of Catalytic Proteins (Third изд.). USA: Oxford University Press. ISBN 019850229X.
- Eric J. Toone (2006). Advances in Enzymology and Related Areas of Molecular Biology, Protein Evolution (Volume 75 изд.). Wiley-Interscience. ISBN 0471205036.
- Branden C; Tooze J. Introduction to Protein Structure. New York, NY: Garland Publishing. ISBN 0-8153-2305-0.
- Irwin H. Segel. Enzyme Kinetics: Behavior and Analysis of Rapid Equilibrium and Steady-State Enzyme Systems (Book 44 изд.). Wiley Classics Library. ISBN 0471303097.
- William P. Jencks (1987). Catalysis in Chemistry and Enzymology. Dover Publications. ISBN 0486654605.